# Gérard Guercy
Gérard Guercy, né le 16 avril 1925 à Alger et mort le 30 mai 2009 à Sanary-sur-Mer (Var), est un coureur cycliste français. Il participe au Tour de France 1952. 

## Palmarès
- 1946
  - 1re étape du Grand Prix du VS Musulman[2]
- 1948
  - Grand Prix de Bône[2]
- 1949
  - 3e du Trophée du Journal d'Alger
- 1950
  - 2e du Trophée du Journal d'Alger
- 1952
  - 4e étape du Grand Prix de Constantine et des Zibans

## Résultats sur les grands tours

### Tour de France
1 participation
- 1952 : hors délais (11e étape)